# Hasan Hatipoğlu
Hasan Hatipoğlu (* 19. Juli 1989 in Alaşehir) ist ein türkischer Fußballspieler. Seit 2022 spielt er für Pendikspor.

## Karriere
Hatipoğlu startete mit dem Vereinsfußball 2001 in der Jugend vom Amateurverein Çağlayanspor und wechselte 2004 in die Jugend von Manisaspor.
Nachdem er bei Manisaspor keine Vertragsverlängerung angeboten bekommen hatte, wechselte er 2007 zum Amateurverein Manisa Belediyespor und spielte hier ein Jahr lang in der örtlichen Amateurliga. 2008 wechselte er mit einem Profivertrag ausgestattet zum Ligakonkurrenten Ayvalıkgücü Belediyespor. Bereits nach einem Jahr wechselte Hatipoğlu in die TFF 3. Lig zu Afyonkarahisarspor. Für Afyonkarahisarspor spielte er die nächsten zwei Spielzeiten und heuerte anschließend beim Drittligisten Balıkesirspor an. Hier wurde er die Spielzeit 2011/12 an den Viertligisten Batman Petrolspor ausgeliehen. Die Saison 2012/13 wurde er im Kader von Balıkesirspor behalten. Mit seiner Mannschaft beendete er die Saison als Meister und stieg damit in die TFF 1. Lig auf.
Im Januar 2016 wechselte er zu Boluspor und im Sommer des gleichen Jahres zum Zweitligisten Sivasspor. Mit diesem Verein erreichte er am Saisonende die Meisterschaft dr TFF 1. Lig und damit den Aufstieg in die Süper Lig. Nach diesem Erfolg wurde er vom Zweitligisten Samsunspor angeheuert. Es folgten weitere Stationen bei Samsunspor, Altınordu Izmir und er stand ab 2019 beim Erzurumspor FK unter Vertrag.

## Erfolge
Mit Balıkesirspor
- Meister der TFF 2. Lig und Aufstieg in die TFF 1. Lig: 2012/13
- Vizemeister der TFF 1. Lig und Aufstieg in die Süper Lig: 2013/14

Sivasspor
- Meister der TFF 1. Lig und Aufstieg in die Süper Lig: 2016/17